# Spratelloides robustus
Spratelloides robustus és una espècie de peix pertanyent a la família dels clupeids.

## Descripció
- Pot arribar a fer 12 cm de llargària màxima.
- Nombre de vèrtebres: 46-47.
- 10-14 radis tous a l'aleta dorsal i 9-14 a l'anal.[3][4]

## Hàbitat
És un peix marí i d'aigua salabrosa, pelàgic-nerític i de clima subtropical (17°S-39°S, 112°E-152°E) que viu entre 0-50 m de fondària.

## Distribució geogràfica
Es troba a l'Índic oriental: el sud d'Austràlia (des de l'arxipèlag Dampier -Austràlia Occidental- fins al sud de Queensland, incloent-hi Tasmània).

## Observacions
És inofensiu per als humans.